# Дис (пролив)
Дис (англ. Dease Strait) — пролив, отделяющий остров Виктория Канадского Арктического архипелага от полуострова Кент материковой части территории Нунавут.

## География
Пролив Дис расположен в северо-западной части Канады. Соединяет залив Куин-Мод, расположенный на востоке, с заливом Коронейшен на западе. Максимальная ширина пролива составляет 61 км в западной части, минимальная ширина — 19 км в восточной. Длина пролива равна 160 км. Пролив Дис свободен от островов за исключением четырёх-пяти мелких западнее Кеймбридж-Бей.
Пролив находится в полярной области и большую часть года покрыт льдами. Пролив начинает освобождаться ото льда на третьей неделе июля и полностью от него свободен лишь в начале августа. Начинает вновь замерзать в конце сентября и к середине октября уже полностью замерзает (за исключением полоски воды в середине пролива на входе в залив Куин-Мод, которая замерзает лишь в начале декабря).
Томас Симпсон и Питер Уоррен Дис открыли пролив во время своих арктических экспедиций 1837—1839 годов, в честь последнего пролив и назван. Помимо пролива Дис Симпсон и Дис открыли залив Куин-Мод и пролив Симпсон. Особенностью данных экспедиций было то, что для плавания использовались лодки, а не корабли.